# Teachers (film)
Teachers is een Amerikaanse satirische dramafilm uit 1984, geregisseerd door Arthur Hiller. De film gaat over het leven op een highschool in Columbus (Ohio) waar men met een aantal problemen worstelt.

## Rolverdeling
| Acteur             | Personage        |
| ------------------ | ---------------- |
| Nick Nolte         | Alex Jurel       |
| JoBeth Williams    | Lisa Hammond     |
| Judd Hirsch        | Roger Rubell     |
| Ralph Macchio      | Eddie Pilikian   |
| Allen Garfield     | Carl Rosenberg   |
| Lee Grant          | Donna Burke      |
| Richard Mulligan   | Herbert Gower    |
| Royal Dano         | Kenneth Stiles   |
| William Schallert  | Horn             |
| Art Metrano        | Troy             |
| Laura Dern         | Diane Warren     |
| Crispin Glover     | Danny Reese      |
| Morgan Freeman     | Alan Lewis       |
| Madeleine Sherwood | Grace Wensel     |
| Steven Hill        | Sloan            |
| Zohra Lampert      | mevrouw Pilikian |
| Mary Alice         | Linda Ganz       |
| Terry Ellis        | Tim Hahn         |
| Ronald Hunter      | meneer Pilikian  |
| Virginia Capers    |                  |
| Ellen Crawford     | Sociaal werkster |
| Vivian Bonnell     | verpleegster     |
| Cacey Kustosz      | begelieder       |
| Anthony Heald      | Narc             |
| Katharine Balfour  | Theresa Bloom    |
| Jeff Ware          | Malloy           |
| Richard Zobel      | Propes           |
| George Dzundza     |                  |